# Sabugal
Sabugal é uma cidade raiana portuguesa pertencente ao distrito da Guarda, na província da Beira Alta, região do Centro (Região das Beiras) e sub-região das Beiras e Serra da Estrela, com 2 135 habitantes.
É sede do município do Sabugal com 822,70 km² de área e 11 289 habitantes (censo de 2021), subdividido em 30 freguesias. O município é limitado a norte pelo município de Almeida, a leste pela Espanha, a sul por Penamacor, a sudoeste pelo Fundão, a oeste por Belmonte e a noroeste pela Guarda. Fica em Terras de Riba-Côa, assim como Pinhel, Almeida, Mêda e Figueira de Castelo Rodrigo.
A vila de Sabugal foi elevada à categoria de cidade em 26 de janeiro de 2005.

## Freguesias
O município do Sabugal está dividido em 30 freguesias:
| - Águas Belas - Aldeia da Ponte - Aldeia da Ribeira, Vilar Maior e Badamalos - Aldeia do Bispo - Aldeia Velha - Alfaiates - Baraçal - Bendada - Bismula - Casteleiro - Cerdeira - Foios - Lajeosa e Forcalhos - Malcata - Nave | - Pousafoles do Bispo, Pena Lobo e Lomba - Quadrazais - Quintas de São Bartolomeu - Rapoula do Côa - Rebolosa - Rendo - Ruvina, Ruivós e Vale das Éguas - Sabugal e Aldeia de Santo António - Santo Estêvão e Moita - Seixo do Côa e Vale Longo - Sortelha - Souto - Vale de Espinho - Vila Boa - Vila do Touro |

## Personalidades ilustres
- Conde de Sabugal

## Clima
O clima, no município do Sabugal, mostra-se muito rigoroso, tocando sempre nos extremos, ou seja, o Inverno é marcado por ser muito frio, com temperaturas negativas, e no Verão a temperatura excede-se à da maior parte do país.

## Hidrologia
O município do Sabugal encontra-se inserido na Bacia Hidrográfica do Côa, sendo este rio o mais importante do município.
Em 2000, foi inaugurada a Barragem do Sabugal, sendo que esta, atualmente, abastece todo o município, o que fez com que deixasse de existir falta de água nos meses de verão, quando há mais gente nas aldeias do município.

## Geologia
O território do município do Sabugal é, geralmente, acidentado, nomeadamente nas freguesias de Sortelha, Casteleiro, Bendada, Penalobo, Vilar Maior, Vila do Touro e Águas Belas, havendo grandes massas graníticas e rochedos – os chamados “Barrocos”.
A sua constituição geológica é, essencialmente, granítica, mas existem, também, rochas e terrenos xistosos e argilosos mais propícios nas freguesias do Sabugal, Vale de Espinho, Vale das Éguas, Fóios e Aldeia Velha.
Os pontos mais elevados do município são o Cabeço de S. Cornélio (1000 m), a Serra da Malcata (1004 m), a Serra do Homem da Pedra (1152 m), a Serra das Mesas (1256 m), entre outras.

## População (município)
★ Por decreto de 7 de dezembro de 1870 deixaram de pertencer a este concelho as freguesias de Ade, Aldeia Nova, Amoreira, Azinhal, Cabreira, Castelo Mendo, Freixo, Leomil, Mesquitela. Mido, Monte Perobolço, Peva e Senouras, que passaram a fazer parte do concelho de Almeida. As freguesias de Malhada Sorda e Nave de Haver, deste concelho, passaram a pertencer ao concelho de Almeida (decreto de 1 de março de 1883). Por decreto de 12 de julho de 1895 as freguesias de Miuzela, Parada e Porto de Ovelha, deste concelho passaram a fazer parte do concelho de Almeida 
| Número de habitantes *                   | Número de habitantes * | Número de habitantes * | Número de habitantes * | Número de habitantes * | Número de habitantes * | Número de habitantes * | Número de habitantes * | Número de habitantes * | Número de habitantes * | Número de habitantes * | Número de habitantes * | Número de habitantes * | Número de habitantes * | Número de habitantes * | Número de habitantes * |
| ---------------------------------------- | ---------------------- | ---------------------- | ---------------------- | ---------------------- | ---------------------- | ---------------------- | ---------------------- | ---------------------- | ---------------------- | ---------------------- | ---------------------- | ---------------------- | ---------------------- | ---------------------- | ---------------------- |
| 1864                                     | 1878                   | 1890                   | 1900                   | 1911                   | 1920                   | 1930                   | 1940                   | 1950                   | 1960                   | 1970                   | 1981                   | 1991                   | 2001                   | 2011                   | 2021                   |
| 25 143                                   | 27 760                 | 30 602                 | 33 047                 | 35 409                 | 34 750                 | 33 774                 | 41 909                 | 43 513                 | 38 062                 | 23 732                 | 18 927                 | 16 919                 | 14 871                 | 12 544                 | 11 280                 |
| Número de habitantes por Grupo Etário ** |                        |                        |                        |                        |                        |                        |                        |                        |                        |                        |                        |                        |                        |                        |                        |
|                                          |                        |                        | 1900                   | 1911                   | 1920                   | 1930                   | 1940                   | 1950                   | 1960                   | 1970                   | 1981                   | 1991                   | 2001                   | 2011                   | 2021                   |
| 0-14 Anos                                | 0-14 Anos              | 0-14 Anos              | 10 973                 | 12 284                 | 11 281                 | 12 157                 | 14 830                 | 13 887                 | 11 187                 | 5 435                  | 3 350                  | 2 380                  | 1 478                  | 1 004                  | 811                    |
| 15-24 Anos                               | 15-24 Anos             | 15-24 Anos             | 6 076                  | 6 132                  | 6 024                  | 6 269                  | 6 767                  | 7 660                  | 6 635                  | 3 185                  | 2 783                  | 1 918                  | 1 510                  | 967                    | 730                    |
| 25-64 Anos                               | 25-64 Anos             | 25-64 Anos             | 13 942                 | 14 572                 | 14 317                 | 14 937                 | 17 237                 | 17 837                 | 16 691                 | 10 225                 | 8 034                  | 7 488                  | 6 293                  | 5 419                  | 4 666                  |
| = ou > 65 Anos                           | = ou > 65 Anos         | = ou > 65 Anos         | 1 505                  | 1 746                  | 1 853                  | 2 089                  | 2 535                  | 3 159                  | 3 549                  | 4 130                  | 4 760                  | 5 133                  | 5 590                  | 5 154                  | 5 073                  |

- Número de habitantes "residentes", ou seja, que tinham a residência oficial neste município à data em que os censos se realizaram.
  - De 1900 a 1950 os dados referem-se à população "de facto", ou seja, que estava presente no município à data em que os censos se realizaram. Daí que se registem algumas diferenças relativamente à designada população residente.

Freguesias do município do Sabugal

| Homens | Mulheres | Total |
| 5327   | 5953     | 11280 |

## Política

### Eleições autárquicas[11]
| Data | %       | V       | %     | V     | %            | V            | %       | V       | %              | V       | %              | V   | %              | V   | %  | V  | Participação |                |
| Data | CDS-PP  | CDS-PP  | PS    | PS    | FEPU/APU/CDU | FEPU/APU/CDU | PPD/PSD | PPD/PSD | PSD-CDS        | PSD-CDS | MPT            | MPT | PTP            | PTP | CH | CH | Participação |                |
| ---- | ------- | ------- | ----- | ----- | ------------ | ------------ | ------- | ------- | -------------- | ------- | -------------- | --- | -------------- | --- | -- | -- | ------------ | -------------- |
| Data | 1976    | 59,71   | 5     | 29,10 | 2            | 2,73         | -       |         |                |         |                |     |                |     |    |    |              | 61,60 / 100,00 |
| 1979 | 34,38   | 3       | 20,04 | 1     | 3,77         | -            | 36,57   | 3       | 70,07 / 100,00 |         |                |     |                |     |    |    |              |                |
| 1982 | 33,89   | 3       | 17,80 | 1     | 2,28         | -            | 39,08   | 3       | 67,12 / 100,00 |         |                |     |                |     |    |    |              |                |
| 1985 | 36,89   | 3       | 24,82 | 2     | 2,08         | -            | 30,37   | 2       | 62,57 / 100,00 |         |                |     |                |     |    |    |              |                |
| 1989 | 40,81   | 3       | 20,93 | 2     | 1,63         | -            | 31,13   | 2       | 66,38 / 100,00 |         |                |     |                |     |    |    |              |                |
| 1993 | 9,75    | -       | 43,15 | 4     | 1,89         | -            | 39,88   | 3       | 66,97 / 100,00 |         |                |     |                |     |    |    |              |                |
| 1997 | 4,10    | -       | 44,37 | 3     | 1,63         | -            | 44,99   | 4       | 62,88 / 100,00 |         |                |     |                |     |    |    |              |                |
| 2001 | PPD/PSD | PPD/PSD | 42,58 | 3     | 1,68         | -            | CDS-PP  | CDS-PP  | 51,08          | 4       | 69,33 / 100,00 |     |                |     |    |    |              |                |
| 2005 | 9,29    | -       | 37,66 | 3     | 3,25         | -            | 45,13   | 4       |                |         | 65,94 / 100,00 |     |                |     |    |    |              |                |
| 2009 | 2,18    | -       | 35,97 | 3     | 0,99         | -            | 38,90   | 3       | 18,31          | 1       | 59,60 / 100,00 |     |                |     |    |    |              |                |
| 2013 | 4,43    | -       | 39,51 | 3     | 1,76         | -            | 45,76   | 4       |                |         | 2,81           | -   | 57,14 / 100,00 |     |    |    |              |                |
| 2017 | 3,29    | -       | 38,15 | 3     | 1,90         | -            | 51,47   | 4       | CDS-PP         | CDS-PP  |                |     | 57,66 / 100,00 |     |    |    |              |                |
| 2021 | 4,14    | -       | 40,22 | 3     | 1,54         | -            | 47,09   | 4       |                |         | 2,85           | -   | 57,48 / 100,00 |     |    |    |              |                |

### Eleições legislativas
| Data | %     | %     | %     | %    | %     | %     | %        | %     | %     | %     | %    | %   | %       | % | %  | %  |
| Data | CDS   | PSD   | PS    | PCP  | UDP   | AD    | APU/ CDU | FRS   | PRD   | PSN   | B.E. | PAN | PSD CDS | L | CH | IL |
| ---- | ----- | ----- | ----- | ---- | ----- | ----- | -------- | ----- | ----- | ----- | ---- | --- | ------- | - | -- | -- |
| 1976 | 33,84 | 31,11 | 17,43 | 1,30 | 1,27  |       |          |       |       |       |      |     |         |   |    |    |
| 1979 | AD    | AD    | 17,14 | APU  | 0,88  | 70,59 | 2,43     |       |       |       |      |     |         |   |    |    |
| 1980 | AD    | AD    | FRS   | APU  | 0,67  | 70,70 | 2,81     | 17,46 |       |       |      |     |         |   |    |    |
| 1983 | 33,29 | 34,75 | 21,30 | APU  | 0,37  |       | 2,09     |       |       |       |      |     |         |   |    |    |
| 1985 | 24,79 | 36,25 | 18,46 | APU  | 0,89  | 2,23  | 7,64     |       |       |       |      |     |         |   |    |    |
| 1987 | 8,45  | 67,06 | 14,46 | CDU  | 0,29  | 1,22  | 1,29     |       |       |       |      |     |         |   |    |    |
| 1991 | 6,21  | 65,86 | 19,01 | CDU  |       | 1,07  | 0,99     | 1,26  |       |       |      |     |         |   |    |    |
| 1995 | 10,20 | 42,72 | 40,03 | CDU  | 0,81  | 1,44  |          | 0,70  |       |       |      |     |         |   |    |    |
| 1999 | 10,76 | 40,73 | 41,29 | CDU  |       | 2,39  |          | 0,88  |       |       |      |     |         |   |    |    |
| 2002 | 11,56 | 50,13 | 31,15 | CDU  | 1,73  | 1,13  |          |       |       |       |      |     |         |   |    |    |
| 2005 | 9,03  | 33,86 | 45,26 | CDU  | 2,24  | 3,56  |          |       |       |       |      |     |         |   |    |    |
| 2009 | 12,30 | 34,85 | 35,67 | CDU  | 3,07  | 6,15  |          |       |       |       |      |     |         |   |    |    |
| 2011 | 10,55 | 48,20 | 27,82 | CDU  | 2,75  | 2,39  | 0,46     |       |       |       |      |     |         |   |    |    |
| 2015 | PSD   | CDS   | 30,36 | CDU  | 3,37  | 7,96  | 0,31     | 47,75 | 0,30  |       |      |     |         |   |    |    |
| 2019 | 5,86  | 35,68 | 37,09 | CDU  | 2,62  | 7,52  | 0,89     |       | 0,27  | 1,41  | 0,42 |     |         |   |    |    |
| 2022 | 2,47  | 30,90 | 44,47 | CDU  | 1,36  | 2,77  | 0,58     | 0,44  | 11,33 | 1,71  |      |     |         |   |    |    |
| 2024 | AD    | AD    | 29,97 | CDU  | 31,01 | 1,11  | 2,78     | 0,87  | 0,99  | 23,59 | 2,21 |     |         |   |    |    |

## Cultura

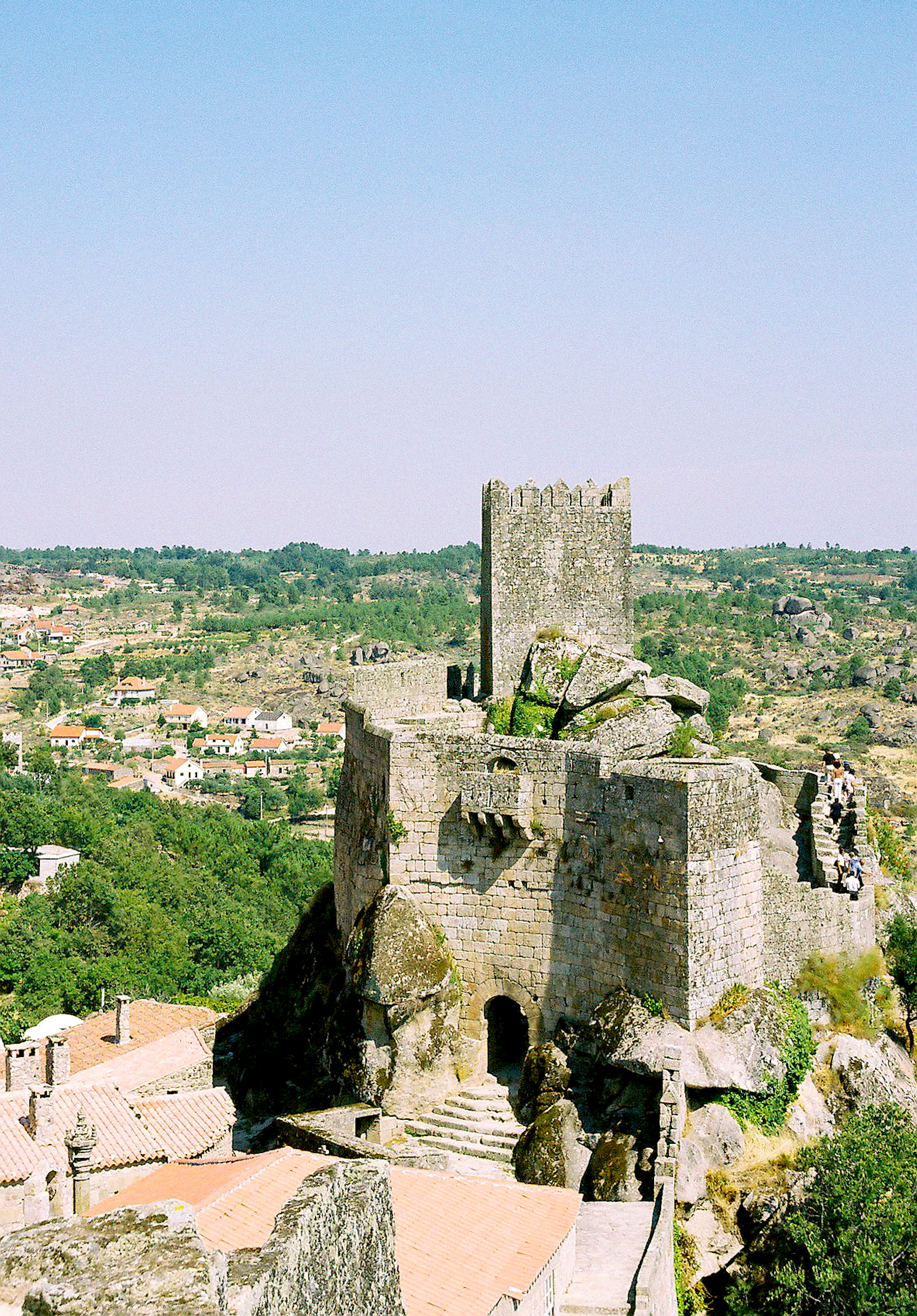
Castelo de Sortelha - Sabugal

A cidade do Sabugal possui os seguintes museus:
- Museu Biblioteca Municipal do Sabugal
- Museu do Sabugal;
- Casa da Memória Judaica da Raia Sabugalense

## Património
O município do Sabugal possui o seguinte património edificado:
- Castelo do Sabugal
- Termas do Cró
- Sortelha (aldeia histórica)
- Castelo de Vilar Maior
- Igreja Matriz de Vilar Maior
- Pelourinho de Vilar Maior
- Ruínas Igreja de Nossa Senhora do Castelo, Vilar Maior
- Ponte Romana sobre o rio Cesarão, Vilar Maior